# Соломон Буксбаум
Соломон Буксбаум, англ. Solomon J. Buchsbaum (4 грудня 1929, Стрий (нині Львівська область, Україна) — 8 березня 1993)  — американський фізик і технолог єврейського походження, більш відомий як голова Наукової ради Білого дому при президентстві Рональда Рейгана і Джорджа Буша Старшого, а також як керівник Bell Laboratories.

## Біографія
Народився в Стрию, тоді Польща. Батьки Буксбаума і його молодша сестра загинули під час Голокосту. Він та інша його сестра змогли уникнути нацистського полону і попрямували до Варшави, де він знайшов прихисток в католицькому притулку. Там він читав месу і став прислужником. Після війни, будучи підлітком, Буксбаум емігрував до Канади, де він вивчив англійську мову і знайшов роботу на фабриці капелюхів. При відсутності попереднього формального навчання, Буксбаум виграв стипендію в Університеті Макгілла на вивчення фізики і математики, там же отримав ступінь бакалавра в 1952 році і ступінь магістра рік по тому. Він отримав ступінь доктора філософії у Массачусетському технологічному інституті в 1957 році.
Кар'єру в Bell Laboratories Соломон Буксбаум розпочав як дослідник газової і твердої плазми в 1958 році. Піднімаючись кар'єрними сходами, він став віце-президентом компанії, що відповідав за технологічні системи в 1979. За 35 років роботи в компанії він опублікував 50 статей і отримав 8 патентів. Нобелівський лауреат Арно Пензіас назвав його «віце-президент, що відповідальний за все інше» (оригінал англ. "vice president in charge of everything else"), що означало все, що безпосередньо не стосується справ телефонної компанії.
Кар'єра Буксбаума як радника президента розпочалась з його участі в складі Консультативного комітету з науки при президентові Ніксоні і пізніше продовжилась з Комітетом президента Форда з науки і техніки. Під час президентств Рейгана і Джорджа Буша Старшого, він був головою відповідних комітетів. Він був головою Наукової ради оборони з 1972 по 1977 рік.
Серед інших керівних посад, Буксбаум співпрацював із Массачусетським технологічним інститутом, Стенфордським університетом, RAND Corporation, Charles Stark Draper Laboratory, а також з Аргонською національною лабораторією, і Сандійською національною лабораторією.
Буксбаум був відзначений Національною науковою медаллю (від президента Рейгана), а також різноманітними медалями від департаментів оборони і енергетики.
Він помер в 1993 році в Нью-Джерсі від мієломної хвороби, після трансплантації кісткового мозку і проведеного більше місяця в стерильному «міхурі», що був обладнаний телефоном і факсом, щоб він міг вести «бізнес як звичайно».